# Niederjochferner
De Niederjochferner, in de media vaak Similaungletsjer genoemd, is een snel smeltend gletsjerveld ten noordwesten van de Similaun in de Oostenrijkse Ötztaler Alpen. De gletsjertong bevindt zich op een hoogte van 2.820 m., de sterk geslonken gletsjer ontwatert in de Niedertalbach, waaraan de Martin-Busch-Hütte ligt, en naar Vent over de Ötztaler Ache.
Aan de rand van het gletsjerveld, op de zuidoostflank van het Hauslabjoch op 3210 meter hoogte bij het Tisenjoch werd in 1991 de gletsjermummie Ötzi gevonden. De vindplaats bevindt zich ongeveer zeventig meter ten noordoosten van het opgerichte Ötzimonument.
De naam Similaungletsjer is afgeleid van de tegenover gelegen bergtop van de Similaun. De officiële naam Niederjochferner wordt echter gebruikt op kaarten. Langs de Niederjochferner loopt een relatief ongevaarlijke en makkelijke weg van de Similaunhütte naar de top van de Similaun.
Gepatschferner · Grinner Ferner · Gurgler Ferner · Guslarferner · Hintereisferner · Hintertuxer Gletscher · Hochjochferner · Kesselwandferner · Mittelbergferner · Niederjochferner · Pasterze ·  Rettenbachferner · Stubaier Gletscher · Taschachferner · Vernagtferner